# Ruth Ama Gyan-Darkwa
Ruth Ama Gyan-Darkwa, née le 29 mai 2004 est une prodige universitaire ghanéenne. Elle est la plus jeune étudiante admise à l'Université des sciences et technologies Kwame Nkrumah à Kumasi. Elle est actuellement la plus jeune personne admise à l’ Université du Nouveau-Mexique pour étudier au niveau doctorat.

## Biographie

### Enfance, éducation et débuts
Gyan-Darkwa naît  le 29 mai 2004 à Kumasi de Kwadwo Gyan-Darkwa et de sa femme. Elle fait ses études primaires et secondaires respectivement à l'école internationale Christ Our Hope de Kumasi et à l'école secondaire Abraham Lincoln. Elle rejoint ensuite la Justice International School à Kumasi pour poursuivre ses études secondaires. En raison de sa capacité à apprendre rapidement, elle passe un trimestre ou deux dans différentes classes et a été transférée à la suivante. À neuf ans, alors qu'elle est en première année à la Justice International School de Kumasi, elle s'est présentée à l' examen du certificat d'éducation de base et le réussit. En conséquence, elle reçoit son admission au lycée St. Louis également à Kumasi où elle étudie les sciences générales à l'âge de dix ans. Elle termine ses études secondaires en 2017 à l'âge de douze ans. En 2017, elle s'inscrit à l'Université de technologie Kwame Nkrumah pour étudier les mathématiques, faisant d'elle la plus jeune étudiante à être admise à l'école,,,,,,,. Elle commence des études supérieures à l’Université du Nouveau-Mexique à Albuquerque au semestre d’automne 2022, où elle est doctorante au Département de génie électrique et informatique.
Son accomplissement attire le soutien financier d'éminents ghanéens pour elle et sa famille. On sait que l'actuelle deuxième dame de la république du Ghana, Samira Bawumia, s'est engagée à financer ses études supérieures et à prendre en charge les frais médicaux de ses parents. Sa sœur, Joséphine Gyan-Darkwa, connue pour avoir excellé à ses examens, a également reçu une bourse de Bernard Antwi Boasiako pour poursuivre son rêve d'étudier la médecine en Allemagne,,.